# تکانشگری

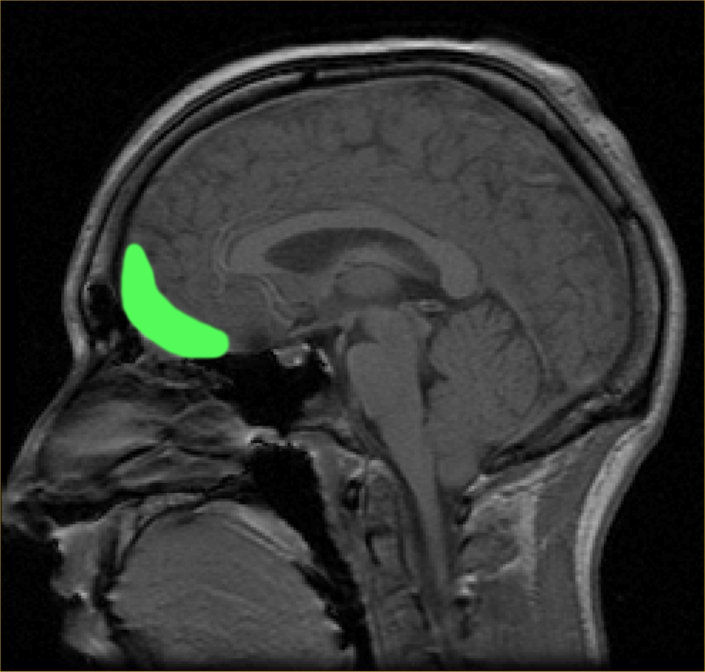
قشر Orbitofrontal cortex، بخشی از قشر پیشانی که تصمیم‌گیری را شکل می‌دهند

تِکانش واژه‌ای است که در کتابها و نوشته‌های فارسی روانشناسی، به عنوان معادل Impulse (ضربه) به‌کار می‌رود.
بر همین اساس، روانشناسان اصطلاح تکانشگری را هم به عنوان معادل Impulsivity ساخته‌اند و به‌کار می‌برند. تکانشگری (impulsivity) یکی از حالات شخصیتی انسان است. نمی‌توان تکانشگری را با یک کلمه فارسی یا با یک جمله توضیح داد، بلکه برای ارائه توضیحی هرچه دقیق‌تر، باید چهار جنبه رفتار انسان را در نظر گرفت. جنبه‌هایی که هر یک از آن‌ها مکمل سه جنبه دیگر است:
1. تصمیمات عجولانه گرفتن. منظور از عجله، ناتوانی در ممانعت از واکنش غالب یا خودکار است، مخصوصاً در موقعیتهای هیجانی مثبت یا منفی، هر چند ممکن است فرد، بعداً، پشیمان شود.
2. عدم دوراندیشی. ناتوانی در پیش‌بینی پیامدهای مثبت یا منفی یک عمل.
3. عدم پشتکار. دشواری در تمرکز حواس روی تکالیف، و ناراحت شدن یا پرت شدن دائمی حواس، به علت افکار یا خاطرات مزاحم و ناخواسته.
4. جستجوی دایمی و غیرارادی احساسات مختلف جدید یا هیجان‌انگیز.

بسیاری از نوجوانانی که آشفتگیهای هیجانی تجربه می‌کنند، توانایی خود در کنترل خشم، دلسردی و مناقشه را از دست داده‌اند. آن‌ها معمولاً خیلی زودتر از همسالان خود عصبانی می‌شوند و شدت عصبانیت آن‌ها نیز بیشتر است. تکانشگری در نشان دادن خشم، به خوبی نشان می‌دهد که چیزی باعث ناراحتی مزمن این نوجوانان و بالا رفتن سطح دلسردی و ناامیدی آن‌ها شده‌است. از آن مهمتر، تکانشگری نشان می‌دهد که نوجوان در حال کشمکش است تا سرچشمه‌های خشم را نادیده بگیرد و این کار را با تظاهر به این که منابع خشم اصلاً وجود ندارد؛ انجام می‌دهد. خشم سرکوب شده و نحوه تغییر مکان دادن آن، از عارضه‌های معمولی نوجوانانی است که، برای یافتن راه حل مشکلات خود، به روش‌های غیرعادی جذب می‌شوند. تکانش گری با پرخاشگری، واکنش پذیری، حاضرجوابی، به هنگام بودن و حتی تصمیم گیری آنی ارتباط دارد.